# Zafar Ishaq Ansari
Zafar Ishaq Ansari (geboren am 27. Dezember 1932; gestorben am 24.  April 2016 in Islamabad, Pakistan) war ein bedeutender pakistanischer Islamgelehrter und Akademiker. Er war Generaldirektor des Islamic Research Institute (IRI) der  International Islamic University (IIUI) in Islamabad, war früher Präsident der IIUI und lehrte an verschiedenen Hochschulen, auch international. Er war „Academic Advisor“ des US-amerikanischen International Institute of Islamic Thought (IIIT) in Islamabad, Pakistan.

## Leben und Wirken
Zafar Ishaq Ansari wurde am 27. Dezember 1932 geboren. Sein Vater war Maulana Zafar Ahmad Ansari (1908–1991), ebenfalls ein renommierter Islamgelehrter, der ein enger Freund und Vertrauter von Maulana Abul Ala Maududi war. Zafar Ishaq Ansari ist Verfasser zahlreicher Bücher und Artikel Zeitschriften von internationalem Ruf auf den Gebieten Geschichte, Religion und Sozialwissenschaften. Er übte zahlreiche Funktionen in islamischen Organisationen und Institutionen aus.
Zafar Ishaq Ansari war aktiv in der Jamiat-e-Talaba, dem studentischen Flügel der Jamaat-e-Islami, Pakistan, deren Präsident er auch war. Zu seinen engen Kollegen gehörten Khurshid Ahmad und Khurram Murad, die lebenslang miteinander befreundet waren und an einer Reihe von wissenschaftlichen Projekten zusammenarbeiteten. Ansari besaß eine solide Ausbildung und war sowohl in der östlichen als auch in der westlichen islamischen intellektuellen Tradition bewandert. Seine frühe Ausbildung erhielt er unter seinem Vater und er machte seinen ersten Abschluss in Wirtschaftswissenschaften von der Universität Karatschi. Später erwarb er einen Doktortitel (Ph.D.) von der McGill University in Montreal, Kanada, wo er eines der „early products“ des von Wilfred Cantwell Smith (1916–2000) gegründeten Institute of Islamic Studies (IIS) der McGill University war. Später lehrte er an der Universität von Karatschi, der Princeton University (USA), der König-Abdulaziz-Universität (Dschidda), der King Fahd University of Petroleum and Minerals (Dhahran, Saudi-Arabien) und der International Islamic University in Islamabad. Er war Herausgeber der vierteljährlich erscheinenden Zeitschrift Islamic Studies und war Mitglied des Editorial Boards von Journal of Islamic Studies, American Journal of Islamic Social Sciences, Journal of Muslim Minority Affairs, Journal of Qur’anic Studies and Studies in Contemporary Islam. Er ist auch Mitglied des internationalen Wissenschaftsausschusses, der von der UNESCO für die akademische Betreuung ihrer 6-bändigen Werkes (in der Reihe General and Regional Histories) zu den verschiedenen Aspekten der islamischen Kultur (The Different Aspects of Islamic Culture) ernannt wurde, und war Mitherausgeber von deren ersten Band The Foundations of Islam zu den grundlegenden Ideen des Islams. Er schrieb Beiträge für die Encyclopaedia Britannica und die Encyclopaedia of Religions. Er arbeitet an der Herausgabe und Übersetzung von Maududis Tafhim al-Qur'an unter dem Titel Towards Understanding of the Qur'an (Islamic Foundation, Leicester); wovon bisher zehn Bände erschienen sind (Leicester, 1988–2010). Davon veröffentlichte die Islamic Foundation 2006 eine gekürzte Version in einem Band in seiner englischen Übersetzung unter dem Titel Towards Understanding the Qur'an.
An der IIUI war er Dekan der „Faculty of Shariah and Law“ sowie Generaldirektor des Islamic Research Institute (IRI). Er war ein früheres Mitglied des International Advisory Board des Center for Islamic Sciences (CIS). Er war Mitglied (Senior Fellow) des Königlichen Aal-al-Bayt-Instituts für islamisches Denken (Royal Aal al-Bayt Institute for Islamic Thought; Abk. RABIIT). Er war einer der Unterzeichner der Botschaft aus Amman (Amman Message).
Zafar Ishaq Ansari starb am 24. April 2016 im Alter von 84 Jahren infolge eines Herzinfarktes in Islamabad, Pakistan.

## Publikationen (Auswahl)
- Zafar Ishaq Ansari: The Early Development of Fiqh in Kufah with special reference to the works of Abu Yusuf and Shaybani. (Digitalisat)
- Khurshid Ahmad and Zafar Ishaq Ansari: Mawlana Mawdudi: An Introduction to His Life and Thought, Aligarh, Crescent Publishing, 1979.
- Ahmad Khurshid und Ishaq Ansari Zafar: Mawdudi: An Introduction to His Life and Thought. The Islamic Foundation, Leicester. 1979.
- Abū l-Aʿlā Maudūdī: Towards Understanding the Qurʾān. English Version of Tafḥīm al-Qurʾān, übersetzt von Ẓafar Isḥāq Anṣārī, Leicester 1988 ff.
- Khurshid Ahmad und Zafar Ishaq Ansari (Hg.): Islamic Perspectives. Studies in Honour of Mawlānā Sayyid Abul Aʿlā Mawdūdī. Leicester, Jidda 1979.
- Zafar Ishaq Ansari (Hrsg.): Special issue on central Asia. Islamabad, Islamic Research Institute Press, 1994. (Islamic Studies. Journal of the Islamic Research Institute of Pakistan, Islamabad; 33)